# Mylabris variabilis
Mylabris variabilis је врста тврдокрилца из породице мајака (Meloidae). Наjчешће настањује топла и осунчана станишта.

## Распрострањење
У Европи је присутна свуда у јужном делу континента, а у Србији је бележена спорадично, веома ретко у северној половини земље.

## Опис
Mylabris variabilis је дугачак између 8 и 20mm  Tело је ваљкасто, издужено, са прилично испупченим оранж-жутим елитронима и широким попречним, таласатим тракама. Глава је четвртаста, а антене црне и дуге, сачињене од једанаест сегмената. Пронотум је дуг и широк, паралелних ивица. Величина црних шара и боја покрилаца су врло варијабилни, по чему је врста и добила научно име. Постоји слична врста Mylabris pannonica Kaszab, 1956, која је такође присутна у Србији.

## Биологија
Животни циклус ове врсте је врло сложен. Одрасле јединке лете од јуна до септембраи хране се цветовима. У стадијуму ларве врста се храни јајима и ларвама скакаваца.